# Euro IV Ever
Euro IV Ever är E-Types fjärde studioalbum. Det gavs ut 21 november 2001.
Låten Life blev en stor hitsingel och sålde platina. Africa och Banca Banca släpptes också som singlar från albumet.  Året innan hade han släppt låten Campione 2000. Denna var officiell låt till fotbolls-EM 2000, där E-Type medverkade på öppningsceremonin i Bryssel 10 juni 2000.

## Låtlista
1. Norby 4 Ever (Live At Dreamland)
2. Life (feat. Na Na)
3. Africa (feat. Na Na)
4. Banca Banca
5. Arabian Star (feat. Na Na - Live At Dreamland)
6. When I Close My Eyes (feat. Na Na)
7. Loneliness - Ring The Alarm
8. Star
9. Time (feat. Na Na)
10. No More Tears (feat. Na Na)
11. Borschstjii (feat. Marki-Markki The Dragon Killer)
12. Campione 2000
13. Oh Weda (Song From Sveakampen)

## Producenter
- 1, 5, 7: E-Type & Daniel Papalexis
- 2: E-Type, John Amatiello, Max Martin, Rami & Kristian Lundin
- 3: John Amatiello, Max Martin, Rami & Daniel Papalexis
- 4: Rob'n'Raz
- 6: Patrik Henzel
- 8: Peter Boström & Joakim Udd
- 9: Tobias Lindell & Peter Björklund
- 10: Vasco & Millboy
- 11, 13: E-Type
- 12: Kent Brainerd, E-Type & John Amatiello[6]